# Andrzej Mleczko

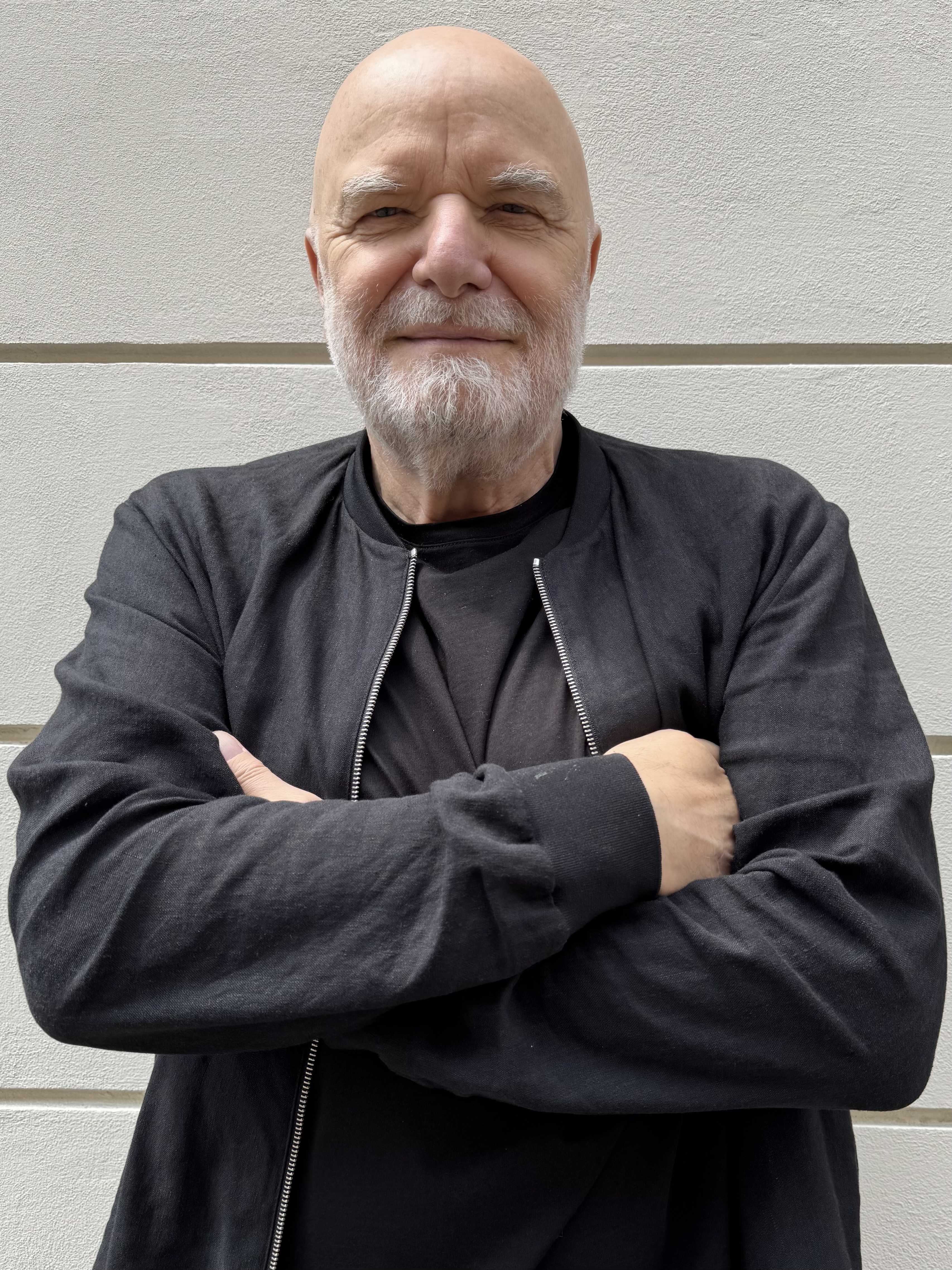
Andrzej Mleczko (2025)

Andrzej Mleczko (* 5. Januar 1949 in Tarnobrzeg) ist ein polnischer Grafiker und politisch-satirischer Karikaturist.
Mleczko studierte in Krakau ursprünglich Architektur und debütierte 1971 als satirischer Zeichner in der Studentenzeitschrift Student. Seit dieser Zeit befasste Mleczko sich vor allem mit satirischen Zeichnungen und schuf über 20.000 Zeichnungen, die in zahlreichen nationalen und internationalen Zeitschriften publiziert wurden. Seine Werke sind in zahlreichen Büchern und Alben veröffentlicht worden.
Über 100 Ausstellungen im In- und Ausland präsentierten seine Zeichnungen. 1983 eröffnete er in Krakau seine erste Autorengalerie, die mittlerweile nicht nur seine Zeichnungen und Bücher verkauft, sondern auch diverse Produkte wie T-Shirts und Kaffeetassen mit Motiven aus seinem Werk. 2002 wurde eine weitere Galerie in Warschau eröffnet. Seit Jahren kommentiert er wöchentlich mit seinen Zeichnungen das politische und gesellschaftliche Geschehen in Polen in der politischen Wochenzeitschrift Polityka.
Seine Karikaturen sind mit dem Buch Darüber lacht Polen durch Begleittexte von Matthias Kneip erstmals dem deutschen Publikum vorgestellt worden. Die Cartoons wurden in Darmstadt in der Stadt auf großen Bildern einer breiten Öffentlichkeit mit erläuternden Texten von Matthias Kneip (Deutsches Polen-Institut) vorgestellt.